# Agrofert
AGROFERT, a.s., je český holdingový konglomerát operující především v odvětvích zemědělství, potravinářství, chemického průmyslu a médií, pod který patří více než 250 dceřiných společností. Většina z nich je v přímém vlastnictví centrály AGROFERT, a.s., menší část portfolia tvoří společnosti, v nichž má mateřská společnost podstatný vliv.
Společnosti koncernu Agrofert působí zejména v regionu střední Evropy: v Česku, na Slovensku, v Německu a v Maďarsku. Dále má společnost obchodní zastoupení v dalších 18 zemích světa na čtyřech kontinentech. Její konsolidované tržby dosáhly v roce 2012 téměř 132,5 miliard Kč. V roce 2018 činil celkový obrat společnosti 157,5 miliardy Kč. Koncern Agrofert tak patří mezi největší firmy v České republice. Zemědělské společnosti koncernu se v České republice starají o více než 100 tisíc hektarů zemědělské půdy (naprostá většina půdy je v nájmu; jde o 1,26 % území České republiky nebo 2,84 % zemědělské půdy v ČR). Společnost do ledna 2014 řídil a do roku 2017 vlastnil Andrej Babiš, který ji kvůli novele zákona o střetu zájmů převedl na dva svěřenské fondy AB private trust I a AB private trust II. V červnu 2021 Agrofert uváděl Andreje Babiše jako hlavního koncového příjemce příjmů ze svého podnikání. K roku 2017 koncern zaměstnával 33 tisíc zaměstnanců, z nich 22 tisíc v ČR.

## Ovládané společnosti
Součástí koncernu AGROFERT jsou společnosti sídlící v České republice, na Slovensku, v Německu, v Číně, Polsku, Maďarsku a v Nizozemsku. Společnosti soustředěné v koncernu využívají synergických efektů v rámci celého koncernu, což v praxi znamená řetězec „z pole až na vidličku“. Jde o využití synergií od produkce hnojiv a osiva, distribuce zemědělských strojů, přes zpracování produktů zemědělské rostlinné a živočišné výroby v mlýnech, pekárnách (vedle německé firmy Lieken vlastní společnost Penam s 12 pekárnami a čtyřmi mlýny v Česku a pěti pekárnami a čtyřmi mlýny na Slovensku, v prostějovské firmě Profrost vyrábí zamražené pečivo, v Maďarsku toustový chléb a trvanlivé pečivo Ceres), v masokombinátech či mlékárenských závodech, kde jsou vyráběny potraviny pro široký okruh spotřebitelů. Část zemědělské produkce je využita také k výrobě biopaliv. Ta mimo jiné slouží k vlastní spotřebě zemědělských společností koncernu AGROFERT.[zdroj?]

### Chemický průmysl
Součástí koncernu je řada chemických firem, mezi něž patří také největší český výrobce dusíkatých hnojiv Lovochemie. Do portfolia společností patří ale i další chemické podniky, mnohdy s velmi dlouhou historií. Obor chemie tvoří 40 % tržeb koncernu. Mezi nejvýznamnější chemické společnosti patří DEZA, Duslo, Lovochemie, Precheza, Synthesia a Fatra. V Německu vlastní AGROFERT chemický podnik SKW Piesteritz.
Na výrobu biopaliv se zaměřují akciové společnosti Preol a Ethanol Energy.

### Potravinářský průmysl a zemědělství
Skupina Agrofert vlastní také řadu zemědělských podniků vzniklých sloučením bývalých zemědělských družstev a část bývalých podniků ZZN. Koncern je také vlastníkem slovenské i české Osevy, významných producentů osiva.
Chov hospodářských zvířat je soustředěn do podniků prvovýrob. Na chov drůbeže se zaměřují Vodňanské kuře, navázané na další podniky skupiny jako Vodňanská drůbež nebo slovenská Hyza. Červené maso je zpracováváno ve firmách Kostelecké uzeniny, Krahulík - Masozávod Krahulčí nebo Kmotr – Masna Kroměříž.
Mléko ze zemědělské výroby míří především do podniků Olma a Mlékárna Hlinsko, pod kterou spadá značka Tatra.
Součástí Agrofertu jsou i mlýny a pekárny soustředěné ve společnosti Penam. Do koncernu také patří druhý největší výrobce zamraženého pečiva v Česku Profrost. Od února 2013 jsou součástí holdingu také německé pekárny Lieken. V Maďarsku patří do skupiny významný výrobce a distributor pečiva Ceres Sütő.

### Těžba dřeva
Na těžbu dřeva a školkařskou činnost se v rámci koncernu zaměřují také firmy Uniles a Wotan Forest. Součástí divize je i společnost Jilos výrobce palet. Správa firem podnikajících v lesním hospodářství je řízena dceřinou firmou Agrofertu AGF Wood, a.s.

### Zemědělská technika
Součástí holdingu jsou také firmy zaměřené na prodej pozemní techniky, zejména zemědělských strojů (Agrotec, Agrotechnic Moravia, BMC, Kvarto a Navos Farm Technic). Provoz stanic technické kontroly zajišťuje firma Intertec.

### Média
Dceřiná společnost holdingu AGF Media, a.s. začala v březnu 2012 vydávat regionální tištěný týdeník 5plus2. Náklad je okolo 1,1 milionu výtisků. Roční výdaje se pohybují kolem 200 milionů korun.
V roce 2012 holding projevil zájem o koupi prodělečné společnosti Centrum Holdings s.r.o., která mj. provozovala informační portály Centrum.cz a Aktuálně.cz, společnost však získalo v dubnu 2013 vydavatelství Economia. V dubnu 2013 holding Agrofert koupil slovenské vydavatelství Ecopress, které vydává mj. tamější Hospodárske noviny.
Do června 2013 se také spekulovalo, že holding koupí vydavatelství Ringier Axel Springer CZ. Místo toho však v červnu 2013, tedy několik měsíců před volbami, Agrofert koupil významné vydavatelství MAFRA, ve kterém vycházejí celostátní deníky Lidové noviny a Mladá fronta DNES, a do které patří dále například první česká hudební televize Óčko. V roce 2014 MAFRA převzala i vydávání týdeníku 5plus2, jehož původní vydavatel AGF Media po fúzi se společností MAFRA zanikl. V říjnu 2018 byl do MAFRY začleněno zakoupené vydavatelství Bauer Media. Andrej Babiš v roce 2023 zvažoval prodej MAFRY, což bylo v době projednávání novely zákona o střetu zájmů, která by mu jako aktivnímu politikovi takové vlastnictví zakazovala. V únoru 2024 byla MAFRA prodána do rukou skupiny Kaprain miliardáře Karla Pražáka.
V listopadu 2013 koupil Agrofert společnost Londa, která vlastní Rádio Impuls, rádio Rock Zone 105,9 a Český Impuls. Rádio Impuls bylo prodáno společně se společností MAFRA v únoru 2024.
Spekulace z ledna 2014 hovořily také o tom, že holding zvažuje koupi televize Prima nebo Nova.

## Ekonomické výsledky
V květnu 2020 koncern uvedl, že za rok 2019 dosáhl konsolidovaných tržeb 162 miliard Kč, což bylo o 4,54 miliardy více než v předchozím roce 2018. Konsolidovaný zisk tak za rok 2019 vzrostl zhruba na trojnásobek předchozího (ten činil 1,67 miliardy) a dosáhl 4,48 miliardy Kč. Zlepšení výsledku nastalo díky segmentu chemie, a to po předchozím propadu od roku 2017, takže se v roce 2019 koncern vrátil zhruba na úroveň roku 2017. Zisk před započtením úroků, daní a odpisů (EBITDA) za rok 2019 činil 18,6 miliardy korun oproti 11,7 miliardy z roku 2018. Podle zveřejněné výroční zprávy ke konci roku 2019 činily úvěry koncernu 39,72 miliardy korun, tedy zhruba o 4 miliardy méně než na konci roku předchozího. Z toho 26,58 miliardy Kč tvořily úvěry krátkodobé, 13,14 miliardy úvěry dlouhodobé.
V roce 2021 vykázal Agrofert zisk ve výši 5,8 miliardy Kč. V roce 2022 pak meziročně více než zdvojnásobil zisk na 12,27 miliardy Kč, tržby mu vzrostly o 33 procent na 245 miliard Kč. Na dani z příjmu zaplatil 4,3 mld Kč (v roce 2021 to bylo 1,89 mld Kč), na dotacích úhrnně získal přes 6 miliard Kč včetně pobídek a úlev na dani i ze Slovenska a Maďarska. Samotné zemědělské dotace činily asi 2 miliardy Kč a snížily se meziročně asi o 200 milionů.
V roce 2023 holding mimo jiné prodal ztrátovou mediální divizi MAFRA a Londa či pardubickou chemičku Synthesia, zatímco udělal největší akvizici ve své 30leté historii, když koupil divizi zpracování dusíku od rakouského chemického koncernu Borealis (LAT Nitrogen). Nákupem společnosti výrazně narostly závazky o 46 % na 47 miliard korun. Konsolidovaný čistý zisk se naopak meziročně propadl o 84 % na 2,09 miliardy Kč a tržby klesly o 14 %.
Za rok 2024 konsolidovaný zisk společnosti meziročně vzrostl o pět miliard korun na 7,1 miliardy Kč, zatímco tržby stagnovaly na výši 212 miliard Kč. Na růstu zisku se údajně projevil předchozí prodej Mafry, Londy a Synthesie.

### Dotace
Podle zveřejněné výroční zprávy společnost za rok 2019 získala na dotacích 1,97 miliardy korun, což bylo o 180 milionů více než v roce 2018 a zhruba 170 milionů více než v roce 2017. Z toho 1,62 miliardy představovaly dotace provozní, zbývajících asi 350 milionů dotace investiční. Převážná část byla vázaná na oblast zemědělské prvovýroby. Razantní růst dotací pro firmy z koncernu Agrofert začal s nástupem Andreje Babiše do vrcholné politiky v roce 2013.
Piráti a jejich poslanec Mikuláš Peksa na zvláštním webu uvedli, že Andrej Babiš prostřednictvím svých firem od roku 2012 získal dotace v celkové výši přes 11 miliard korun (k červnu 2020).
V souvislosti s údajným střetem zájmů předsedy české vlády Andreje Babiše zadal Evropský výbor pro rozpočtovou kontrolu audit příjemců zemědělských dotací. Jeho výsledky byly zveřejněny 20. května 2021 na webu Evropského parlamentu. Podle analýzy, kterou zpracovalo Centrum pro evropská politická studia, patřily podniky spadající pod Agrofert mezi největší příjemce evropských zemědělských dotací, dceřiná společnost Alimex Nezvěstice např. za rok 2019 obdržela 1,3 milionu eur a byla uvedena na 35. místě z padesáti největších příjemců, další podniky z Babišova svěřenského fondu byly na 36. a 41. příčce. Podle Deníku N čerpal Agrofert v letech 2017–2019 vůbec nejvíc zemědělských dotací v Česku, následovaný Státním pozemkovým úřadem a podniky Gabriela Večeři (koncern Agro Měřín). Nově publikovaná data dotačního Státního zemědělského intervenčního fondu ukazují, že v letech 2017–2021 dostaly firmy ovládané Agrofertem v Česku celkem 5,164 miliardy korun. Firma Agrofert a.s. samotná nedostala v ČR ani z EU v letech 2014 až 2020 žádnou dotaci. Vyplývá to ze seznamu všech příjemců dotací, který sestavil NKÚ a ve kterém se Agrofert nevyskytuje.
V roce 2023 přijala skupina Agrofert dotace v hodnotě 2,18 miliardy korun. Za rok 2024 přijala dotace v celkové výši 1,672 miliardy korun, tedy o 506 milionů méně. Velká většina z toho (1,6 miliardy) byla ve formě provozních dotací, zatímco investiční dotace činily zhruba 68,6 milionu korun. Dle koncernu souvisela většina s jeho zemědělskou produkcí. Zatímco kolem 70 % tržeb Argrofertu pocházelo ze zahraničí, zdroje dotačních příjmů byly převážně tuzemské v ČR. Navíc skupina čerpala asi 14,2 milionu korun jako kompenzace za podporu výroby elektřiny z obnovitelných zdrojů energie a z kombinované výroby elektřiny a tepla, zejména v souvislosti s provozem bioplynových stanic. Dále Agrofert získal investiční pobídky a daňové úlevy z různých států včetně ČR, Slovenska či Maďarska.

## Kontroverze

### Ovládnutí Agrofertu Babišem
Státní podnik Spolana (neratovická chemička) prodal svůj 10% podíl v Agrofertu Andreji Babišovi za 2,5 milionu Kč v době, kdy Agrofert podle svých dokumentů deklaruje vlastní kapitál 3,68 miliardy Kč (v době vlády Miloše Zemana). Desetiprocentní podíl měl tedy hodnotu 368 milionů Kč a Spolana tak tímto obchodem přišla o 365,5 milionu Kč. V době této transakce bylo v Agrofertu 56 milionů nerozděleného zisku a koupí deseti procent společnosti tak Babiš získal nárok na příslušný podíl, takže za 2,5 milionu získal nárok na 5,6 milionu. Podle dokumentů, které ministr Babiš zveřejnil, si do roku 2000 legálně vydělal 8 milionů Kč, avšak v letech 1999 a 2000 postupně nakoupil 45 % akcií Agrofertu, který měl v té době kapitál 3,68 miliardy korun, což by znamenalo investici 1,66 miliardy Kč.

### Agresivní akvizice
Praktiky Agrofertu mnohdy bývají považovány minimálně za kontroverzní. Konkurenční podniky jsou přebírány násilím, spory jsou řešeny extrémním způsobem. Agro Jevišovice, které pod Agrofert spadá, v květnu 2015 zničilo úrodu (115 ha pšenice a 172 ha kukuřice) svému konkurentovi Bohumírovi Radovi totálním herbicidem Roundup – šlo o pozemkové spory, kdy Rada měl půdu od Jevišovic pronajatou, ale smlouva o pronájmu již podle Jevišovic skončila. Samotné Agro Jevišovice do roku 2011 patřilo Radovi; tvrdí, že prodat Jevišovice Agrofertu ho donutily okolnosti, kdy dodával kuřata Kosteleckým uzeninám (které již v té době také patřily Agrofertu). Kostelec stále, smlouvě navzdory, snižoval výkupní ceny a Radův podnik se dostal do potíží – byl tedy v podstatě systematicky zlikvidován. Kontroverze panují i kolem převzetí Kosteleckých uzenin (a související vytlačení minoritních akcionářů). Existuje také podezření, že v době, kdy byl Andrej Babiš ministrem financí, Agrofert zneužíval k potlačování konkurence nástroje finanční správy.

### Agrotec, kauza manipulovaných státních zakázek na České poště
Hustopečská společnost Agrotec a.s., součást holdingu Agrofert, byla v červnu roku 2016 spolu s Pavlem Richterem, ředitelem divize Nákladních automobilů Agrotecu, obžalována v souvislosti s kauzou zmanipulovaných zakázek na státní České poště, a to z přečinu zjednání výhody při zadání veřejné zakázky dle §256 odstavec 1 trestního zákoníku. Mělo se jednat o dodávku pneumatik pro poštu přesto, že Agrotec nevyhrál ve vypsané soutěži. Soud započal v srpnu 2016 a byl odročen na konec října 2017. Počátkem prosince 2018 Městský soud v Praze společnost Agrotec i Pavla Richtera nepravomocně zprostil viny. Vrchní soud v Praze však koncem září 2019 rozsudek zrušil a vrátil případ k novému projednání. Koncem února 2020 bylo zahájeno další jednání pražského soudu.

### Platové podmínky
V inzerátu ze dne 28. února 2023 nabízela firma Vodňanská drůbež patřící pod holding Agrofert pozici dělníka ve výrobě hrubou mzdu od 16 800 Kč, přestože minimální mzda je v Česku od 1. ledna 2023 zákonem stanovena na 17 300 Kč. V inzerátu je nabízena pozice pro dvousměnný provoz na lince při zpracování a balení drůbežího masa v chladném prostředí asi 8 °C a je požadována „ochota pracovat i v sobotu nebo o svátcích“.

### Ruský plyn
Agrofert (jeho firmy v Česku, Německu a na Slovensku) ročně spotřebovává tolik plynu, jako všech 2,6 milionu českých domácností připojených na plyn. Právě za účasti Babiše ve vládě došlo nárůstu ze 75 % na téměř 100% závislost na laciném ruském plynu, což způsobilo velké potíže už v roce 2021 před začátkem války na Ukrajině.

### Biosložky pohonných hmot
Agrofert dlouhodobě profituje z politiky přimíchávání biosložek do pohonných hmot, kterou v České republice prosadila vláda premiéra Mirka Topolánka už v roce 2007.  V následujících letech toto rozhodnutí vedlo k opakovaným kontroverzím. Například v roce 2015 poslanecká sněmovna odmítla poslanecký návrh ukončení daňového zvýhodnění biopaliv.
Podle pravicového portálu FORUM 24 státní podnik Čepro v letech 2022 a 2023  zaplatil Agrofertu celkem 7,35 miliardy Kč. Celkové částky nejsou veřejně uváděny, protože obchod nepodléhá zákonu o veřejných zakázkách. Agrofert tak získal zakázku na biosložky v prosinci 2022 na základě rámcové smlouvy z dubna roku 2022. Podle ministerstva financí platby narostly, ale spotřeba biosložek poklesla, protože Čepro údajně snížilo spotřebu o 40 % v porovnání se spotřebou před legislativní úpravou o zrušení povinného přimíchávání biosložek do pohonných hmot. V letech 2013 až 2016 to pak bylo přibližně 600 milionů každým rokem.

### Černé stavby obilných sil
Pořad Reportéři ČT odvysílaný Českou televizí v březnu 2024 upozornil na černé stavby dvou obřích sil na obilí, které firma ZZN Polabí spadající do holdingu Agrofert postavila ve středočeském Klučově v roce 2016. Místní obyvatelka zjistila, že stavba neměla vydané stavební povolení a soudy teprve po letech sporů rozhodly, že jde o černou stavbu. Sila vznikla na základě územního souhlasu od stavebního úřadu v Českém Brodě. Podle rozsudků firma Agrofert musela vědět, že obchází pravidla. Spor navíc  ovlivňovaly úřady vedené političkami z hnutí ANO. Krajský úřad Středočeského kraje na konci roku 2016 rozhodl, že územní souhlas je nezákonný, ale že Agrofert jednal v dobré víře a tak sila mohou zůstat stát. Po rozsudích soudu odbor výstavby a územního plánování užívání sil zakázal, ale podle Reportérů ČT nadále fungují, což úřad údajně neví. Mluvčí Agrofertu tvrdil „… provádíme pouze nezbytné kroky směřující k uchování již naskladněných plodin s cílem předejít možné zkáze již naskladněných rostlinných komodit“.

## Nadace Agrofert
Iniciátorkou vzniku Nadace Agrofert byla v roce 2011 manželka Andreje Babiše Monika Babišová. Hlavním dárcem finančních prostředků Nadace je AGROFERT, a.s. Monika Babišová svého manžela zastupuje ve Správní radě nadace, na rozvoji nadace se také podílí jako členka Vědecké rady. Svou činnost nadace realizuje převážně formou finančního příspěvku, přispívá především nekomerčním právnickým osobám na rozvoj jejich aktivit a na zlepšení jejich materiálně-technického vybavení a podmínek činnosti. Pomoc směřuje například dětem, seniorům, hasičům a uměleckým souborům. K 5. výročí nadace bylo zveřejněno, že nadace rozdala potřebným téměř 226 milionů korun. Poskytla například příspěvky pro 600 invalidních vozíků a dopomohla k bydlení více než sedmi stovkám osamělých rodičů s dětmi. K roku 2019 se jednalo již o 350 milionů korun.